# Mây trung tầng
Mây trung tầng (tiếng La tinh: Altostratus, ký hiệu As) là một kiểu mây thuộc về lớp với đặc trưng là các dải hay lớp màu xám nói chung là đồng nhất, nhạt về màu hơn khi so sánh với mây vũ tầng (Nimbostratus) và sẫm màu hơn so với mây ti tầng (Cirrostratus). Có thể nhìn thấy mặt trời xuyên qua các lớp mây trung tầng và nói chung chúng thường xuyên có mặt trên bầu trời. Mây trung tầng là tương tự như các dạng mây tầng ở các cao độ thấp hơn. Nó là sự hợp thành của các tinh thể nước đá, nằm ở độ cao từ 2 tới 5 km (6.500-20.000 ft).
Mây trung tầng được tạo ra do một khối khí lớn được nâng lên rồi sau đó hơi ẩm trong khối khí bị ngưng tụ, thông thường là do một hệ thống frông thổi tới và nó có thể tìm thấy trên một khu vực có diện tích rộng. Mây trung tầng tiềm tàng một số nguy hiểm, do chúng có thể gây ra bồi tích băng trên máy bay.

## Vị trí tương đối so với các loại mây khác

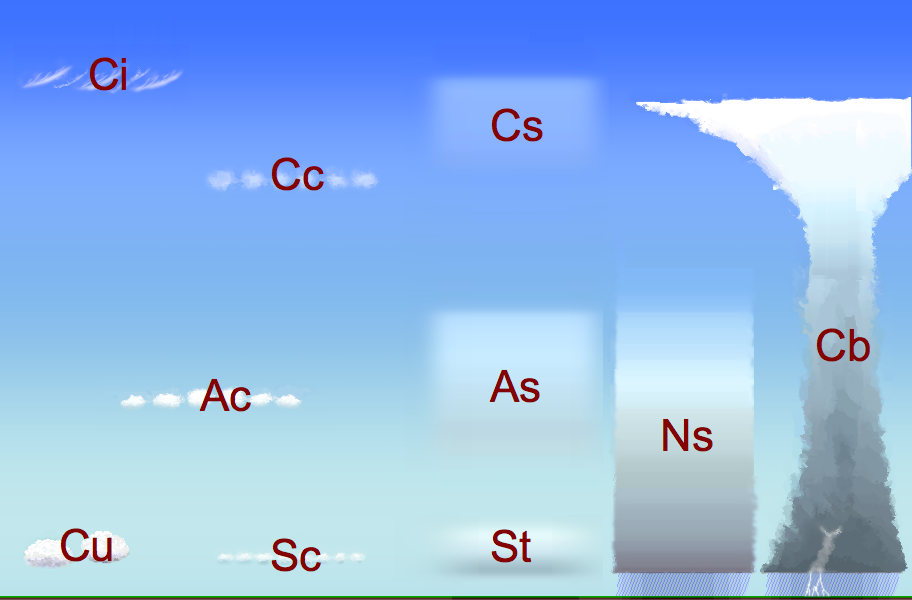
Biểu đồ giản lược chỉ ra cao độ của mây trung tầng (As)